# Край (фільм)
«Край» — російський фільм (драма) режисера Олексія Учителя. Початкові назви: «Густав» «Потяг». Головні ролі у фільмі виконали Володимир Машков і Аньорка Штрехель. Прем'єрний показ фільму відбувся 9 вересня 2010 року на кінофестивалі в Торонто. У Росії стрічка вийшла в прокат 23 вересня 2010 року. Був показаний на інших різних кінофестивалях, у тому числі в Варшаві, Салоніках, Марракеші і Ліз Аркі.
Отримав чотири нагороди «Золотий орел». Номінувався на премію «Золотий глобус» як «найкращий фільм іноземною мовою», але статуетку не отримав. Як претендент на потрапляння в ту ж номінацію премії «Оскар» висувався від Росії, але не пройшов відбір. Збори фільму склали понад 5 мільйонів доларів.
З січня 2011 року фільм ліцензійно видається на DVD компанією Містерія звуку.

## Зміст
Дія картини починається у вересні 1945 року. На далеку сибірську залізничну станцію Край приїжджає демобілізований танкіст — колишній паровозний машиніст Гнат (Володимир Машков). У пристанційному селищі живуть засланнопоселенці, які, будучи на окупованій території, працювали в німецьких таборах або на німецьких громадян як слуги або робітники. Всі вони зайняті на лісозаготівлях. Радянську владу представляє колишній фронтовик, інвалід без правої руки Коливанов (Олексій Горбунов).
До станції веде двоколійна гілка широкої колії. Ліс вивозиться на платформах, які засланці вантажать вручну. На вивезенні задіяні два паровози, один з них, Еу 683-32, приписаний до крихітного депо на станції Край, другий (Е р -766-41) приписаний до іншого депо (очевидно, розташованого на іншій станції), водить його машиніст-вірменин Саркісян. Гнат вимагає у Коливанова віддати йому паровоз, тому що Гнат — паровозний машиніст, професіонал, що знає свою справу краще за інших. Коливанов заперечує йому, так як той — машиніст списаний, мав контузії і страждає припадками, але Гнат вимагає свого: інакше він виїде з селища — адже він не засланнопоселенець, він вільний, він — воїн-переможець.
Згодом Гнат розповідає, що в довоєнні роки водив паровоз ІС, і називає навіть рекорд швидкості, який йому вдалося встановити, — 163 км/год, правда, він при цьому перевищив котловий тиск, а паровоз зійшов з рейок.
Гнат швидко сходиться з красунею Софією, яка виховує врятованого нею у Німеччині німецького хлопчика Пашку. Щоб довести свою майстерність, Гнат влаштовує перегони на паровозах з Саркисяном. Гонки мало не закінчуються катастрофою, в результаті чого Коливанов відмовляє Гнату в отриманні свого паровоза. Дещо пізніше збентежений Гнат дізнається від місцевого жителя — спекулянта Вовки — про забутий паровоз, що стоїть на острові за зруйнованим мостом. Гнат відправляється у вказане місце і дійсно знаходить там покинутий паровоз і здичавілу німкеню Ельзу — дочку німецького інженера, який працював у Сибіру ще до війни. Дівчині вдалося втекти під час арешту її батька співробітниками НКВД. Всі ці роки вона, подібно Робінзону Крузо, провела одна на тайговому острові. Вона не говорить по-російські і нічого не знає про війну. Гнат і Ельза відновлюють зруйнований міст і приганяють паровоз на станцію. Незважаючи на ненависть до німців, Гнат бере Ельзу під опіку.
Незабаром у Гната з'являється почуття до Ельзи. У жіночій лазні відбувається бійка між Софією і Ельзою. На допомогу Софії кидаються інші жінки, але німкені вдається відстояти своє становище в селищі. Ельза хоче написати на набутому Гнатом паровозі німецьке ім'я «Gustav», яким вона всі ці роки кликала паровоз. Після сварки Гнат йде на компроміс, і паровоз отримує це ім'я, але в російському написанні: «Густав». Жителі Краю, бачачи паровоз з німецьким ім'ям, приходять в лють, і лише пожежа, що почалася в місцевій лазні відволікає їх від розправи над Гнатом і Ельзою.
Пристрасті розпалюються з приїздом «Фішмана», майора НКВС (Сергій Гармаш). Він забирає Пашку і Ельзу. Софія не хоче віддавати приймака. Чекіст вбиває Софію, садить Ельзу і Пашку в вагон-теплушку і готується виїхати. Але машиніст паровоза, на якому приїхав майор, не бажає підкорятися останньому і йде з робочого місця. Тоді офіцер сам запускає локомотив і їде. Навздогін на своєму паровозі кидається Гнат. Жителі селища відправляються слідом на іншому паровозі. Гнату вдається наздогнати паровоз майора. У суперечці з'ясовується, що «Фішман» — ім'я не чекіста, а його паровоза, серії ФШ-М. Хоча «Фішман» значно потужніший за паровоз «Густав», Гнату вдається обігнати паровоз чекіста і «підрізати» його на стрілці. Відбувається зіткнення. Коли хмари пари розсіюються, Гнат, що вибрався з кабіни «Густава» показує чекістові знятий зі свого паровоза швидкостемір, застиглий на рекордній цифрі 75 км/год, а потім б'є здивованого НКВД-шника цим приладом по голові. Від удару розум чекіста помутняється, і він їде вглиб тайги на велосипеді, забувши, навіщо він взагалі сюди приїхав.
У фіналі Гнат, Пашка і Ельза їдуть у нове життя на дрезині. За кадром голос Ельзи російською мовою з акцентом розповідає, що згодом вона народила Гнату трьох дітей, Пашка ходить до школи і співає в хорі. Вдома вона розмовляє, а на людях їй доводиться прикидатися німою, щоб своїм німецьким акцентом не викликати в оточуючих ненависть до себе і не створювати підозр для НКВС.

## У ролях
| Актор               | Роль      |
| ------------------- | --------- |
| Володимир Машков    | Гнат      |
| Аньорка Штрехель    | Ельза     |
| Юлія Пересільд      | Софія     |
| Сергій Гармаш       | майор     |
| Олексій Горбунов    | Коливанов |
| В'ячеслав Крікунов  | Степан    |
| Олександр Баширов   | Жилкін    |
| Євген Ткачук        | Борька    |
| Владас Багдонас     | Буткус    |
| Ганна Уколова       | Матильда  |
| Рубен Карапетян     | Саркісян  |
| Вадим Яковлєв       | фельдшер  |
| Аксель Шрик         | Ханеке    |
| Тімм Пелтнер        | Густав    |
| Борис Лапідус       | кочегар   |
| Тетяна Рябоконь     | Головіна  |
| Леонід Орліков      | Пашка     |
| Наталія Кадочникова |           |

## Історія створення
Спочатку фільм повинен був називатися «Густав». Олексій Учитель в одному з інтерв'ю розповів, що назву поміняли, так як творці фільму розраховували прокатувати даний фільм в Німеччині, а там, за словами німецьких колег, назва «Густав» асоціюється з однойменним кораблем, який потопив Олександр Іванович Маринеско. Це був корабель-госпіталь, і там знаходилося десять тисяч поранених офіцерів і солдатів. Тому німці помилково могли подумати, що картина — про той самий корабель. Насправді, Олексій Учитель допустив історичну помилку. Олександром Маринеско був потоплений плавучий госпіталь «Вільгельм Густлофф» («Wilhelm Gustloff»), та пасажирами на ньому були не «десять тисяч поранених офіцерів і солдат» (яких, насправді, було 162 людини), а близько 10 тисяч біженців і близько тисячі курсантів і членів екіпажу.
Спочатку Олексій Учитель збирався знімати картину в Сибіру, в Кемеровській області, але виникли складнощі з переправленням туди техніки. Весь процес роботи над фільмом зайняв 2,5 року: рік писався сценарій, чотири місяці тривала підготовка до зйомок, вісім місяців зйомок і півроку робився постпродакшн. Сценарій переписувався 109 раз, (таке величезне число Учитель пояснює тим, що десь на семидесятих версії їм стало цікаво вести статистику, і вони, навіть виправляючи кілька слів, вважали це за новий варіант сценарію, і над його редагуванням і шліфуванням трудилася вся знімальна група: кожен мав право висловитися, Олександр Гоноровський відразу вносив зміни, спільними зусиллями було придумано кілька нових сцен; плюс вже під час зйомок кожен з акторів вносив щось нове в образ свого героя.
Безпосередньо зйомки йшли з вересня 2008 року по травень 2009 року під Великою Іжорою (Ленінградська область), де побудували декорації тайгового селища. Режисер відзначає кілька дуже складних сцен фільму, він сказав: «Знімати» Край «було дуже важко, яку сцену не візьми». До постільних сцен йшла довга психологічна підготовка, і вони знімалися з одного дубля. Для епізоду, де герой Сергія Гармаша проходить уздовж ладу з чотирьохсот чоловік, кожна особа в масовку підбиралося окремо (за словами Учителя, «вони на місяць за свій рахунок оформили на роботі лікарняні бюлетені»). У сцені, в якій герой Євгена Ткачука вибігає з лазні з напівголою жінкою, баня горіла по-справжньому, а жінку зіграла учасниця масовки (при зйомках цього епізоду вона отримала невеликий опік на спині). Насправді тонув Володимир Машков, а вода, в яку він занурювався з Аньорки Штрехель, була дуже холодна. Сцена, в якій паровоз виїжджає на міст і під ним все тріщить і ламається, знімалася по-справжньому, без будь-яких спецефектів.
У картині практично відсутня комп'ютерна графіка, і як паровози знімалися справжні довоєнні локомотиви, відновлені та надані для зйомок ВАТ «РЖД» (паровози за час зйомок були доведені до жалюгідного стану і потребували капітального ремонту, так як всі гонки були реальними). Це товарний паровоз Е  у  683-32, побудований Харківським паровозобудівним заводом в 1928 році, товарний паровоз СО18-2018, побудований Ворошиловградським паровозобудівним заводом в 1941 році, який брав участь у Сталінградській битві, і паровоз серії Про  в  -324, випущений Невським заводом ще в 1905 році.
Частина зйомок пройшла на трасі Санкт-Петербург-Псков. Керівництво «РЖД» заради одного з епізодів погодилося перекрити частину дороги. Сибірська рослинність знімалася в Карелії. За словами режисера, велика увага приділялася деталям: наприклад, жінки, щоб виглядати достовірніше в банної сцені, не голили волосся під пахвами і в інтимних місцях.
На роль Гната Олексій Учитель вибирали актора наступним чином: прочитав сценарій перший раз і відразу подзвонив Машкову, який сказав, що сценарій потрібно відправити його агенту; режисер налаштувався чекати два тижні, але в той же день актор передзвонив і дав згоду на роль. Подальший кастинг акторів проводився за участю Володимира Машкова. Режисер вважає Машкова не тільки виконавцем головної ролі, а й співавтором фільму. Тому що він робив дуже багато пропозицій, які Учитель з радістю використовував; він без дублерів водив паровоз і здійснював складні трюки, один з яких — падіння з 20-метрової висоти без страховки на картонні коробки.
Найскладніше, за словами режисера, було підібрати актрису на роль Ельзи. Спочатку планувалося, що героїня буде 16-17 років. Але, навіть зв'язавшись з кількома агентствами в Німеччині, підходящу актрису знайти не вдалося. Почали шукати актрис постарше. Пробувалися понад 20 дівчат, яких знаходили в театрах, школах та ВУЗах Берліна. Пробувалися і російські дівчата. У підсумку, Учитель випадково побачив фотографію Аньорки Штрехель в каталозі на кінофестивалі в Карлових Варах, де він представляв свій фільм «Полонений».
Вибір Девіда Холмса композитором фільму також виявився дещо випадковим. Режисер зустрів ірландського музиканта на Каннському кінофестивалі і змалював у двох словах свій майбутній фільм. Композитор несподівано погодився на співпрацю, але запросив занадто велику суму гонорару. У підсумку, вдалося знайти компромісну суму, і з Холмсом підписали контракт.
Бюджет фільму склав близько 12 млн. доларів. Держава при цьому у фінансуванні участі не брала.

## Вихід на екрани
Міжнародна прем'єра фільму відбулася 9 вересня 2010 року в Канаді на кінофестивалі в Торонто 23 вересня вийшов у прокат на українських екранах тиражем 45 копій і на 769-ти екранах у Росії. В Україні фільм стартував з другого місця за касовими зборами, заробивши в перший вік-енд $ 74 342; за весь час прокату фільм подивилися близько 65 тис. українців, а загальна каса в підсумку склала більше $ 250 000. У Росії картина в перший же вікенд вирвалася в лідери прокату, заробивши на старті $ 1962646 і протримавшись у двадцятці найбільш касових фільмів 4 вікенду; загальне число глядачів у Росії — 854 253, а російська каса фільму склала понад 5 млн доларів. Проте, стрічка провалилася в прокаті, не відбивши навіть виробничі витрати.
Після широкого прокату фільм був відібраний ще на кілька великих кінофестивалів. 9 жовтня 2010 року показ відбувся на відкритті Варшавського кінофестивалю. Потім, 6 грудня, на кінофестивалі в Фессалоніках. В Марокко на кінофестивалі в Марракеші — 8 грудня. І 14 грудня картина була показана у Франції на міжнародному кінофестивалі в курортному місті Ліз Арк, де «Край» отримав приз журі. Також, в останніх числах листопада 2010 року фільм демонструвався в Берліні в рамках тижня російського кіно. У середині січня 2011 року в російських і зарубіжних ЗМІ з'явилася інформація, що картина Олексія Учителя вийде в американський прокат навесні 2011 року.
21 жовтня 2010 фільм був випущений на DVD і Blu-Ray компанією «Містерія звуку». Видання містить англійські субтитри і 30 хвилин кадрів зі зйомок фільму. DVD видання також містить CD з саундтреком.

## Нагороди та номінації
- Картина отримала чотири нагороди російської кінопремії «Золотий орел» 2010 року: за найкращу режисерську роботу (Олексій Учитель), найкращу чоловічу роль (Володимир Машков), найкращу жіночу роль (Аньорка Штрехель) і найкращу жіночу роль другого плану (Юлія Пересільд).
- Фільм «Край» був номінований на премію «Золотий глобус» у категорії «Найкращий фільм іноземною мовою», але поступився статуетку данської стрічці «Помста» ( Hævnen).
- У ЗМІ поширювалася інформація, що фільм був висунутий на здобуття премії «Оскар» у номінації «Найкращий фільм іноземною мовою». Однак це не зовсім так: фільм 9 вересня 2010 року був тільки відправлений російським «оскарівським» комітетом в Американську кіноакадемію як кандидата на висування. Вибір проходив таким чином: відбулося засідання Комісії з висунення російського фільму на «Оскар» під головуванням Володимира Меньшова; розглядалися 11 повнометражних фільмів, що вийшли в прокат в період з 1 жовтня 2009 року по 30 вересня 2010 року, серед яких роботи Гаріка Сукачова, Сергія Бодрова, Юрія Гримова, Павла Лунгіна та інших, проте перевага була віддана Олексію Учителю. 13 жовтня 2010 року американська кіноакадемія оголосила список усіх неангломовних фільмів-претендентів на потрапляння в число номінантів (так званий лонг-лист або розширений список, до якого увійшли 65 картин, у тому числі і «Край»). І тільки 19 січня 2011 року був оголошений короткий список претендентів, що складається з 9 фільмів, з числа яких 25 січня було обрано 5 номінантів. Але «Край» не потрапив в короткий список і вибув з боротьби.

## Критика та відгуки
Фільм отримав різні відгуки російських критиків: тон рецензій коливався від розгромних до захоплених. Але, здебільшого, рецензенти, все-таки, зайняли прихильну позицію стосовно картини Олексія Учителя. На думку критиків, «найбільше в картині вражають масштаби і емоційність, яких вдалося домогтися спільно режисерові й акторам»

### Режисер про фільм
Сам режисер так відгукнувся про свою картину: "Я вперше знімав картину, яка, мені здається, зачепить усіх і буде цікава глядачеві від 5 років до глибокої старості. І якщо будуть сльози, сміх і інші різноманітні емоції, я буду щасливий ". "Для мене це дуже незвичайна картина, — зізнався Учитель, виступаючи перед публікою після закінчення допрем'єрного показу в Москві. — Насамперед, незвичайна вона своїм задумом, масштабами і постановкою ". Режисер окремо виділив і «роль» паровозів. «Мені іноді здавалося, що це - живі істоти ". Вони «злилися», сходили з рейок, а коли ми знімали останній кадр, один з паровозів, незважаючи на те, що він був на гальмі, поїхав, і тільки професійний машиніст зміг його зупинити, а то могло статися щось страшне ", — уточнив учитель. В інтерв'ю газеті «Співрозмовник» режисер розповів, що не прагнув зняти цей фільм для вузького кола інтелектуалів, але прагнув зробити його одночасно і високохудожнім, і зрозумілим кожному глядачеві.

### Мораль і ідея фільму
Російський кінокритик Андрій Плахов написав, що в інтернеті фільм звинувачували в антирадянщині і русофобії — це, на його думку, лише єресь анонімних психоаналітиків. Критик вважає його не консервативно-патріотичним блокбастером, а черговим російським авторським кіно. Це міф, який "не має ні історичного часу, ні точної географії. Важливою, але не головною виявляється думка про те, що прості люди — будь вони переможцями або переможеними — залишаються насамперед жертвами. Ймовірно, початковою для цього задуму була все ж фольклорна байка про машиністів, одержимих манією швидкості, "А який росіянин не любить швидкої їзди". Плахов вгадав половину початкової ідеї фільму, так як, за словами режисера, основою для сценарію до фільму послужили дві ідеї: гонки на паровозах і німкеня, яка не знала, що була війна.
Євген Васильєв вважає, що «Край» — це приклад сучасного кіно про війну, де «... страшенні негідники — переважно співвітчизники, зате серед всіх противників — повно "милашек"». Віра Хрустальова вважає, що «... у фільмі багато російського, багато притаманного національному характеру, в ньому є наша історія, в ньому є наш народ». Вона стверджує, що в «Краї» немає ні антирадянської, ні антифашистської пропаганди. Це фільм про людей в один з найбільш непростих для країни періодів".
Андрій Архангельський говорить про інше: «Фільм воліє не говорити про велич російського народу прямо, а робить акцент на суворих деталях побуту. У таких фільмах зазвичай активно "лізуть" в кадр брудні казанки, чути "матерок", вартує махорковий дим і панує жахлива бідність». На думку оглядача, «Мораль у фільмі вийшла все ж не зовсім така, як замислювалася. По-перше, що в Росії, щоб стати вільним, треба бути не наполегливим або працьовитим, а, навпаки, повним відморозком, контуженим на всю голову, таким, що не визнає жодних правил і початків: тільки так можна щастя знайти». Також з фільму стає зрозуміло, що росіянин любить свободу не в силу якихось переконань, а тому, що будь-який порядок йому "тошен". Але в той же час, «Це довго відшукуваний нашим кіномистецтвом компроміс — між свободою і несвободою, між здоровою самокритикою і самозамилуванням, між бюджетом і художністю, нарешті, між західним уявленням про нас і тим, якими б ми хотіли виглядати в очах Заходу. Олексій Учитель абсолютно, здається, непомітно досяг того, чого намагалися досягти багато інших митців: він знайшов формулу великого російського кіно, яка сьогодні влаштовує всіх».
Юлія Купріна побачила у фільмі наступне: «Режисер запропонував своє бачення післявоєнного світу. Де суворий побут, насильство і жорстокість хоч і виглядають гранично вірогідно, все ж не перетворюють стрічку в бойовик, але служать приводом поговорити про те, що люди завжди можуть зрозуміти один одного. Принаймні, спробувати зрозуміти». А Андрій Ісаєв говорить, що фільм показує «Конфлікт людини, яка підпорядковує під себе навколишнє середовище з людьми, які воліють підлаштовуватися під обставини».

### Історизм
Васильєв упевнений, що «Край» — це яскравий приклад антиісторизму, який зображує післявоєнну дійсність не краще, ніж «Пригоди Буратіно» зображують Італію XVIII століття. На його думку, фільм рясніє історичними шаблонами: "Вульгарна Софія манерами мало чім відрізняється від п'яної російської туристки на єгипетському курорті. Танкіст-машиніст Гнат — замурзані й бойові, схожий на бандита з фільму 90-х. Гебіст Фішман — кривавий. Це канонічній НКВДшник з російського кінематографа останніх 20 років. Представник малої народності — Баширов — просто чукча з анекдоту. Народ, збережений пунктиром, — дик и страшний, але добрий, добрий такий, жалісливий у душі «.
Світлана Степанова теж не вгледів особливого історизму в цій картині. На її думку, в „Краї“ спробували поєднати два жанру: жорстке реалістичне кіно про важку повоєнного життя і сучасну казку, де є місце і чудесам техніки, і містиці. Це, вважає Степанова, у них майже вийшло (так як всі чари прекрасно пояснюється в сценарії), от тільки казковості явний надлишок.

### Любов
Згідно негласним усталеним правилам пристрасна любов у сучасному фільмі часто починається зі прочухана»: побилися і тільки потім полюбили один одного, — вважає Васильєв. Так виходить і в цьому фільмі, торкаючись любові головного героя і німкені — але тут хоча б розвивається все досить поступово, а от у стосунках між Гнатом і Софією все набагато простіше: "Чого дивишся? На Свіданка запрошуєш? А я живу одна … ".
На думку Михайла Трофіменкова, Вчителю вдалося позбавити мелодраму мелодраматизму: ніяких скупих чоловічих сліз, ніяких надривних бабських істерик, ніяких іконок і молитов. Ісаєв говорить, що «Юлія Пересільд добре і рівно зіграла дівчину, якій хочеться простого жіночого щастя з приїжджим мачо. Чому їй не підходить простий місцевий машиніст, вона в короткій, але ємною формі пояснює буквально парою слів — „У ньому чортів більше“».
Сам Олексій Учитель сказав про любов у своєму фільмі: "Усі персонажі змінюються — як у кращий, так і в гірший бік, але кожен з них у фіналі стає зовсім іншим. Внутрішні зміни відбуваються завдяки любові. Завдяки закоханості герой Машкова починає дивитися на світ зовсім іншими очима ".

### Сценарій
Васильєв називає сценарій сміливим до безсоромності і повеней безліччю нісенітниць: політ чарівного паровоза над прірвою, Ельза-амазонка, крадіжка даху у представника радянської влади. А Степанова намагається всі ці безглуздості проаналізувати і приходить до висновку, що, наприклад, Ельза теоретично цілком могла вижити одна в лісі, та й міст вони разом з Гнатом теж могли відновити, адже вона — дочка інженера, а Гнат — машиніст найвищої кваліфікації. Правда, вважає Степанова, одне з цих подій можна допустити, а от у два поспіль вже віриться насилу. Якоюсь мірою ситуацію виправляють чудово прописані побутові подробиці життя засланців. Але Степанова не розуміє деякі вчинки героїв, вона не бачить мотивації для цього, наприклад, у сцені розправи жителів селища над головними героями.
Сценарій Олександра Гоноровського, вважає Плахов, «перебуває на самому краю твердої землі, то й річ зриваючись у вир міфу, легенди, ретросказкі». Архангельський стверджує, що у фільмі одночасно розвиваються кілька ліній — одна фантастичнее інший. Фантастичним же чином Машков і німкеня позбавляються від дракона-особіста. Трофименков вважає, що сценарій як конструктор «зроби сам» зібраний з готових деталей і шаблонів. Він вважає, що це казка, адже тільки в ній "контужений машиніст і дівчинка-звірок можуть удвох мало не за день не тільки оживити померлий на острові паровоз, але ще й відновити міст — рівно на той час, який потрібен, щоб перескочити на паровозі порожисту річку ".
Ісаєва розчарувала друга половина сценарію (розповідь, на його думку, стає нерівним) і розв'язка (особливо доля Фишмана-Гармаша).

### Символізм і містика
Васильєв вгледів такі символи: «У злого Фішмана на паровозі дим чорний, а у хорошого Гната дим білий. Російського ведмедя спочатку вбили. Потім шкуру здерли, і розіп'яли на жидомасонські п'ятикутної зірки. Потім взагалі розчавили між двома паровозами — німецько-Власовським „Густавом“ і радянсько-семітських „Фішманом“. Спільне будівництво „Моста дружби“ представниками німецького і радянського народів покликане символізувати процес примирення».
Степанова зазначає велику кількість містики у фільмі: майже безсмертний ведмідь; живі і розумні паровози, які часом здаються яскравіше і цікавіше людей, а також беруть безпосередню участь у фінальному покаранні лиходіїв; а людина, візиту якого жителі поселення боялися особливо сильно, виявився аж ніяк не людиною. Це, на думку Архангельського, «місцевий дракон-опер, який час від часу налітає на поселення вільновідпущених, забирає найкрасивішу дівчину і їде на найпотужнішому паровозі. У тайзі, однак, господар не він; тут навіть і бюст Сталіна якийсь облізлий, і на нього капає звідкись зверху вода».
Трофименков написав: «Край — він і є край. Чи не реальне, а мітопоетичний простір. Хоча б тому, що далі краю не зашлють, і тому бушує анархістська вольниця поселенців, і справжній господар цих місць — не людина, хай навіть і майор, як Фішман, а ведмідь».

### Монтаж, пейзажі, декорації і операторська робота
Степанова зазначає роботу оператора: «Безкрайні лісові простори, убогі бараки засланців і гонки паровозів зняті приголомшливо». Трофименков також відзначає «казкову природу фільму». Ісаєв вважає, що особливої уваги заслуговують паровози, які викликають захват не тільки візуальний, але й прекрасно озвучені. Водночас критик відзначає «не зовсім умілий монтаж при досить великій кількості відзнятого матеріалу». Хрустальова також захоплюється паровозами. Сергій Оболонков до фільму поставився досить прохолодно, особливо до гонки на паровозах, але природа, на тлі якої відбуваються події, викликала у нього позитивні почуття.

### Образи героїв і акторська гра
Плахов зазначає, що роль Машкова зіграна в забутих традиціях героїчного радянського епосу — «контужений воїн-переможець, прямо з агітплакату і прямо з завойованого Берліна». Архангельський говорить, що якщо в кадрі з'являється Машков, то його герой майже завжди буде переконувати всіх у тому, що найкрутіший, навіть якщо для цього доведеться угробити кілька паровозів і спалити селище. Образ головного героя, на думку критика, "змушує стандарти Голлівуду спіткнутися про російський вибоїна; у нас супергерой на фіг нікому не потрібен: він поневіряється, не знаючи як довести свою крутість, і змушений самостійно шукати пригод ".
«У кожного героя за плечима вгадується драма», — вважає Купріна. "У Гната трапляються припадки через контузії, Софія не може мати дітей, у Коливанова немає правої руки. Та й взагалі все населення селища — ущербні вороги народу, або вже відсиділи, або ще не потрапили в розташовані неподалік табору ". Головного героя Гната вона називає «людиною з важкою рукою, пронизливим поглядом і жорстким характером».
Ісаєв відзначає досить тонку промальовування персонажів, у кожного з яких є як позитивні, так і негативні якості, але які також надто брутальні: наприклад, для героїв нормально дати в морду співрозмовнику, а потім спокійно продовжувати розмову. Машков, на думку Ісаєва, в рамках сценарію зіграв свою роль відмінно, але, все таки, надто прямолінійно і передбачувано.
Степанова із захопленням відгукується про акторські роботах. Вона називає їх чудовими і особливо відзначає Олександра Баширова. Степанової, правда, незрозуміло, навіщо режисер змусив Олексія Горбунова по-сибірський окать — це, на її думку, виглядає не надто переконливо. Ісаєв позитивно відгукується про гру Олексія Горбунова та Сергія Гармаша: «Відмінний театральний актор Олексій Горбунов зіграв досить цікаву роль начальника станції, який, з одного боку, є хоч якимось представником влади, а з іншого боку, досить м'яка людина, який сам боїться вищестоящого Фишмана. Сергій Гармаш в ролі Фишмана чудовий, втім, як і завжди — по-іншому він просто не вміє».
Аньорка Штрехель, вважає Плахов, відмінно вписалася в загальний ансамбль. А Ісаєв і зовсім обдаровує німецьку актрису самими втішними компліментами: «Вона виглядала дуже органічно і щиро. Крім того, її персонаж переживає найбільші метаморфози — перетворення з дикого звіра в жінку».
Хрустальова каже, що розповідати про талант Машкова — це просто констатувати факти. З другорядних ролей вона відзначає Сергія Гармаша та Олександра Баширова. Відкриттям Хрустальова називає Юлію Пересільд, особливо в порівнянні з німкенею: «Героїня дуже неоднозначна — вона міняє чоловіків, відкрито виховує сина від німецького солдата, живе нехитро, з викликом — російська жінка, за весь жах того, що відбувається живе з гордо піднятою головою. Німкеня Аньорка Штрехель на її фоні виглядала дуже блякло, але, можливо, це авторська задумка».

### Відгуки міжнародної кінокритики
Денніс Харві на сторінках видання «Variety» говорить, що фільм практично не цікавиться політикою і несправедливістю. Важливіше для творців фільму, вважає автор, сердитий погляд і сувора мужність героя, а також роман старих паровозів. Харві зазначає, що фільм знаходиться на стику мейнстріма і артхауса, і вважає, що здатний добре продаватися на DVD за межами Росії.
олін Харріс поставив «Краю» 4 бали з 10, сказавши наступне: «Це якісно зняте високобюджетне кіно з красивими пейзажами. Однак ця краса не маскує безглуздості всій цій історії. Одним словом, дивний фільм»
Грег Роблескі написав: «Само собою зрозуміло, що не всі зацікавляться російськомовним фільмом про далеке і ледь цивілізованому таборі в Сибіру в 1945 році, але якщо ви все таки вирішите подивитися дану стрічку, то залишитеся дуже вражені картиною, яка досягає балансу між художністю і сміливим реалізмом, де знаходиться місце і старомодному голлівудському стилю сентиментальної балаканини — все це робить фільм цікавим, а часом і забавним».

### Неточності у фільмі
В фильме присутствуют некоторые неточности, технические и фактические ошибки:
- «Гайка», яку відкручують на паровозі Машкова, насправді — заглушка штуцера углеполівочного рукавчика, знаходиться вона на водоживильної інжекторі, а не на котлі. При непрацюючому інжекторі з цього штуцера не пішла б взагалі нічого, при працюючому — полилася б вода. Крім того, видно, що пробка, відкручується від вібрації, сидить дуже вільно і пропускає вона не пар, а воду.
- Паровоз Ов, що простояв на ізольованій гілці в тайзі без руху мінімум 4 роки, за версією творців фільму зовні покрив не іржею, а мохом. Але всередині паровозній будки видна топка, котельна арматура, все це відносно недавно пофарбовано, там же на котлі дбайливо укріплений набір ріжкових ключів.
- У паровозі СО18, який веде герой Сергія Гармаша, на стелі паровозній будки укріплений динамік радіостанції 42РТМ, яка з'явилася лише в 1980-х роках.
- На передньому буферном брусі «Овечки» Густава — цілком очікувана і «правильна» для довоєнного паровоза гвинтова стяжка. А ось задня зчіпка, з боку тендеру — автоматична. Автосцепка в 30-ті роки ну ніяк не могла з'явитися на дореволюційному паровозі, що доживає свій вік на вивізного роботі в тайговій глушині.
- Наприкінці гонки на паровозах, Гнат б'є Фишмана по голові швидкостеміром СЛ-2, тбіліського заводу. Ці швидкостеміри випускалися після війни, за зразком встановлених на тепловозах Да-20, і, отже, такий швидкостемір ніяк не міг опинитися на паровозі Ов, випуск яких припинений в 30-ті роки. Також варто відзначити, що вдар Гнат «по справжньому», струсом мозку чекіст б не відбувся — вага навіть щодо сучасного 3СЛ2М в сталевому корпусі досягає 11 кг. Сл2 випускався для дешевизни в чавунному корпусі, отже, ще важче.